# Arctia transmontana
Arctia transmontana là một loài bướm đêm thuộc phân họ Arctiinae, họ Erebidae.